# Wit Studio
Wit Studio (株式会社ウィットスタジオ?, Kabushiki-gaisha Witto Sutajio) è uno studio di animazione giapponese fondato il 1º giugno 2012 dai produttori di Production I.G come sussidiaria della IG Port. È noto soprattutto per aver prodotto gli adattamenti anime dei manga L'attacco dei giganti, Vinland Saga, Ranking of Kings e Spy × Family.

## Fondazione

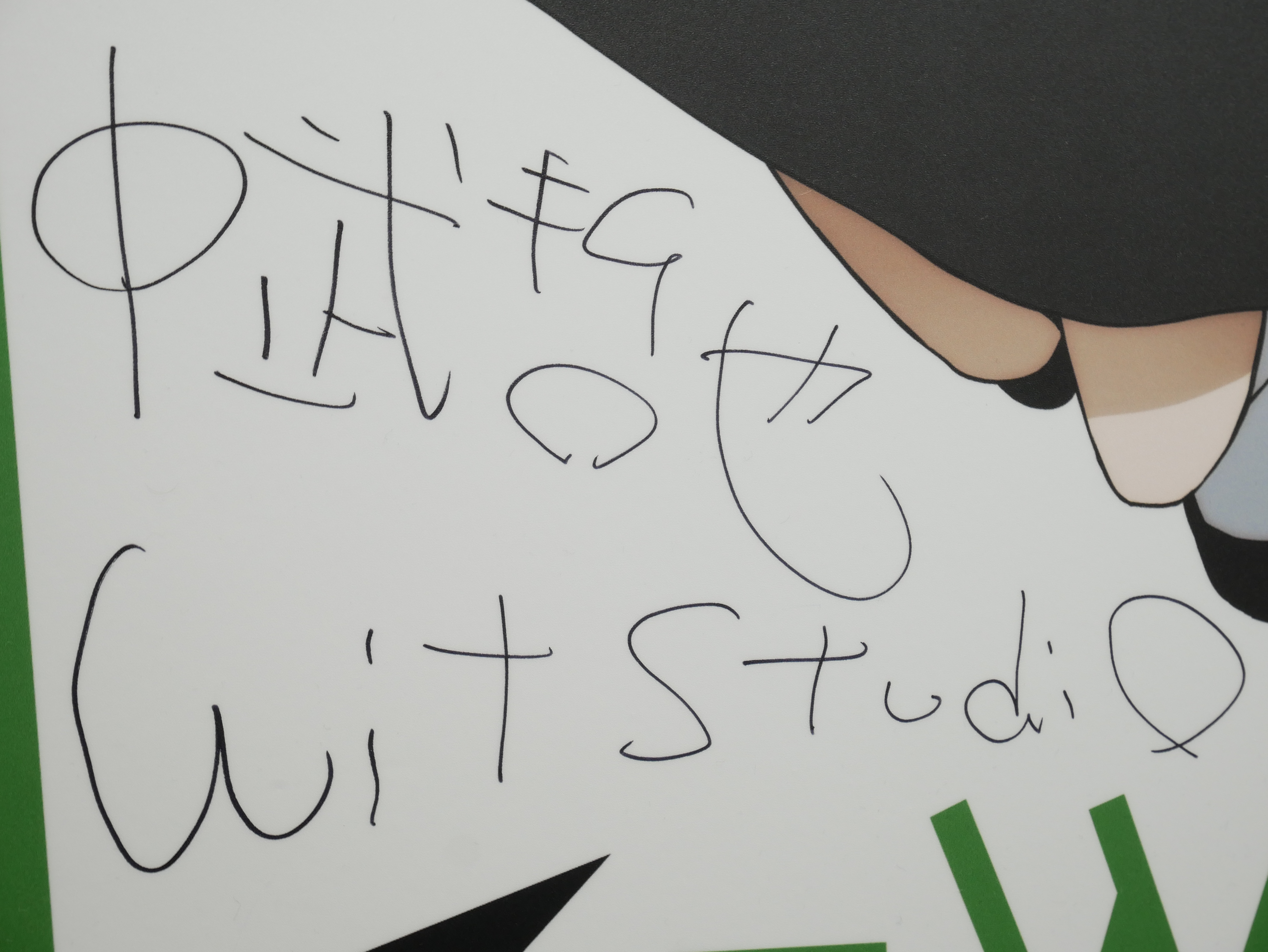
Autografo di Tetsuya Nakatake al Taipei International Comics & Animation Festival 2023.

Lo studio è stato fondato da George Wada, un ex dipendente di Production I.G, nel 2012, ma è servito un ulteriore anno prima che le prime produzioni dello studio, Hal e L'attacco dei giganti, venissero pubblicate. Dopo la sua fondazione, Tetsuya Nakatake fu nominato direttore rappresentativo dello studio. Molti altri ex membri di Production I.G si unirono a WIT dopo la sua fondazione, inclusi i direttori dell'animazione Kyōji Asano e Satoshi Kadowaki, e il regista Tetsurō Araki, tutti loro lavorarono assieme alla serie anime de L'attacco dei giganti.
Wit Studio è stato fondato con un investimento di 30,000,000 yen dal capitale di IG Port, Wada e Nakatake, che posseggono rispettivamente il 66.6%, 21.6% e 10.0% di azioni dello studio. Nel maggio del 2022, Wit Studio, in collaborazione con Aniplex, CloverWorks e Shueisha, ha fondato una nuova società chiamata JOEN; con l'obiettivo di facilitare la pianificazione e la produzione di anime, come serie televisive, film e brevi clip.

## Produzioni

### Serie TV anime

#### Dal 2013 al 2019

Logo della serie anime L'attacco dei giganti, opera più famosa dello studio.

| Titolo                        | Anno di produzione   | Episodi | Note e fonti              |
| ----------------------------- | -------------------- | ------- | ------------------------- |
| L'attacco dei giganti         | 2013, 2017-2018-2019 | 59      | [ N 1 ] [ 6 ] [ 7 ] [ 8 ] |
| Hōzuki no Reitetsu            | 2014                 | 13      | [ 9 ]                     |
| The Rolling Girls             | 2015                 | 12      | [ 10 ]                    |
| Seraph of the End             | 2015                 | 24      | [ N 2 ] [ 10 ]            |
| Kabaneri of the Iron Fortress | 2016                 | 12      | [ 11 ]                    |
| The Ancient Magus Bride       | 2017                 | 24      | [ 7 ]                     |
| Dopo la pioggia               | 2018                 | 12      | [ 8 ]                     |
| Kedama no Gonjirō             | 2019                 | 52      | [ N 3 ] [ 12 ]            |
| Vinland Saga                  | 2019                 | 24      | [ 12 ]                    |

#### Dal 2020 in poi

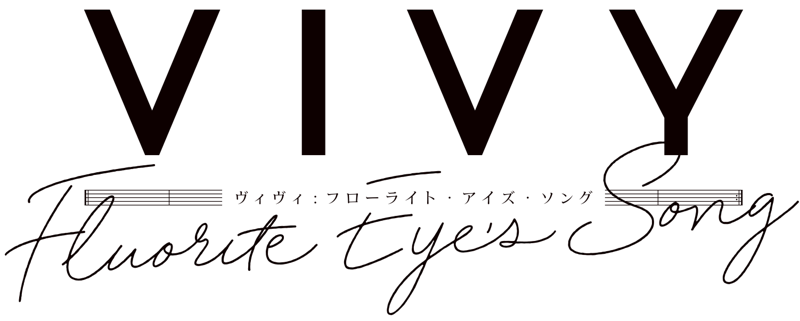
Logo della serie anime Vivy: Fluorite Eye's Song.

| Titolo                               | Anno di produzione | Episodi | Note e fonti                        |
| ------------------------------------ | ------------------ | ------- | ----------------------------------- |
| GaruGaku: Saint Girls Square Academy | 2020               | 50      | [ N 4 ] [ 13 ]                      |
| Great Pretender                      | 2020-2024          | 27      | [ 14 ]                              |
| Vivy: Fluorite Eye's Song            | 2021               | 13      | [ 15 ]                              |
| Ranking of Kings                     | 2021, 2023         | 33      | [ N 5 ] [ 15 ] [ 16 ] [ 17 ] [ 18 ] |
| Spy × Family                         | 2022-2023          | 37      | [ N 6 ] [ N 7 ] [ 19 ] [ 20 ]       |
| Onipan!                              | 2022               | 12      |                                     |
| Kizuna no Allele                     | 2023               | 24      |                                     |
| Suicide Squad Isekai                 | 2024               | 10      | [ 21 ]                              |
| Nokotan - In cerVa di amici          | 2024               | 12      |                                     |
| Shin samurai-den Yaiba               | 2025               |         | [ 22 ]                              |
| Gli Agenti delle Quattro Stagioni    | TBA                |         | [ 23 ]                              |

### Film

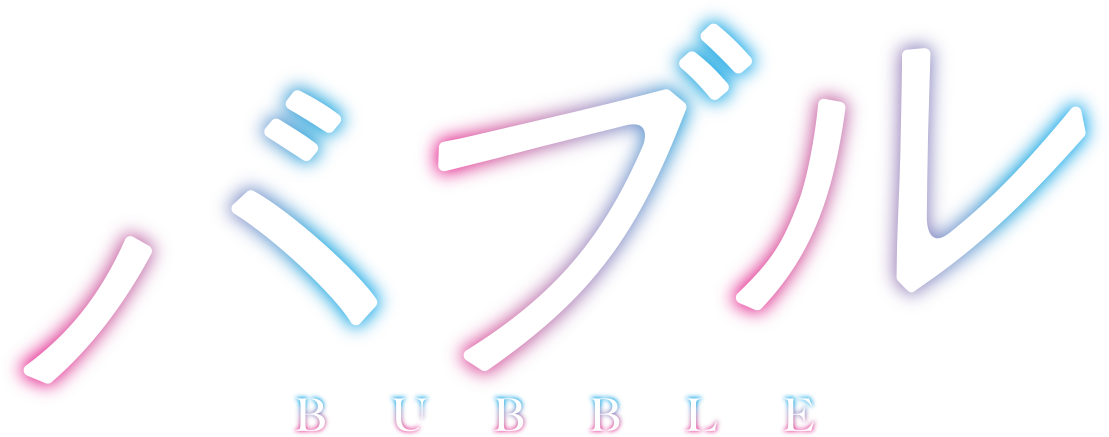
Logo del film Bubble.

| Titolo                                                                | Anno di produzione | Note e fonti   |
| --------------------------------------------------------------------- | ------------------ | -------------- |
| Hal                                                                   | 2013               | [ 6 ]          |
| L'attacco dei giganti – Il film: parte I. L'arco e la freccia cremisi | 2014               | [ 9 ]          |
| L'attacco dei giganti – Il film: parte II. Le ali della libertà       | 2015               | [ 10 ]         |
| L'impero dei cadaveri                                                 | 2015               | [ 10 ]         |
| Kōtetsujō no kabaneri sōshūhen {zenpen} tsudou hikari                 | 2016               | [ 24 ]         |
| Kōtetsujō no kabaneri sōshūhen {kōhen} moeru inochi                   | 2017               | [ 24 ]         |
| Donten ni warau gaiden: Ketsubetsu, Yamainu no Chikai                 | 2017               | [ 7 ]          |
| Donten ni warau gaiden: Shukumei, Soutou no Fuuma                     | 2018               | [ 8 ]          |
| Donten ni warau gaiden: Ouka, Tenbou no Kakehashi                     | 2018               | [ 8 ]          |
| L'attacco dei giganti – Il film: parte III. L'urlo del risveglio      | 2018               | [ 25 ]         |
| Il film Pokémon - In ognuno di noi                                    | 2018               | [ N 4 ] [ 26 ] |
| Kōtetsujō no kabaneri ~Unato kessen~                                  | 2019               | [ 8 ] [ 27 ]   |
| Attack on Titan: Chronicle                                            | 2020               | [ 28 ]         |
| Bubble                                                                | 2022               | [ 20 ]         |

### OAV ed ONA
| Titolo                                          | Anno di produzione | Episodi | Note e fonti         |
| ----------------------------------------------- | ------------------ | ------- | -------------------- |
| L'attacco dei giganti – Il taccuino di Ilse     | 2013               | 1       | [ 29 ]               |
| Attack on Titan: No Regrets                     | 2014-2015          | 2       | [ 30 ]               |
| Hōzuki no Reitetsu OAD                          | 2015               | 3       | [ 31 ]               |
| Star Fox Zero: The Battle Begins                | 2016               | 1       | [ 11 ] [ 32 ]        |
| Seraph of the End: Kyuuketsuki Shahar           | 2016               | 1       | [ 33 ]               |
| The Ancient Magus' Bride: Those Awaiting a Star | 2016-2017          | 3       | [ 7 ] [ 11 ] [ 34 ]  |
| Attack on Titan: Lost Girls                     | 2017-2018          | 3       | [ 35 ]               |
| Girl from the Other Side                        | 2019, 2022         | 2       | [ 15 ] [ 36 ] [ 37 ] |
| Vampire in the Garden                           | 2022               | 5       | [ 15 ] [ 38 ]        |
| La neve di Hisui                                | 2022               | 3       | [ N 8 ] [ 39 ]       |
| The Grimm Variations                            | 2024               | 6       | [ 40 ]               |
| Moonrise                                        | 2025               | 18      | [ 41 ]               |
| The One Piece                                   | TBA                | -       |                      |

### Video musicali
| Titolo                  | Anno di produzione | Cantante                 | Note e fonti |
| ----------------------- | ------------------ | ------------------------ | ------------ |
| Bokura Mada Underground | 2019               | Eve                      | [ 12 ]       |
| Kimi ni Sekai           | 2019               | Eve                      | [ 12 ]       |
| Blue: Line Step Brush   | 2020               | Under Graph              | [ 14 ]       |
| Sakugasaku              | 2020               | Uchikubi Gokumon Dōkōkai | [ 14 ]       |